# Willy Van Der Meeren
 (mai 2021).
La mise en forme du texte ne suit pas les recommandations de Wikipédia : il faut le « wikifier ».
Les points d'amélioration suivants sont les cas les plus fréquents :
- Les titres sont pré-formatés par le logiciel. Ils ne sont ni en capitales, ni en gras.
- Le texte ne doit pas être écrit en capitales (les noms de famille non plus), ni en gras, ni en italique, ni en « petit »…
- Le gras n'est utilisé que pour surligner le titre de l'article dans l'introduction, une seule fois.
- L'italique est rarement utilisé : mots en langue étrangère, titres d'œuvres, noms de bateaux, etc.
- Les citations ne sont pas en italique mais en corps de texte normal. Elles sont entourées par des guillemets français : « et ».
- Les listes à puces sont à éviter, des paragraphes rédigés étant largement préférés. Les tableaux sont à réserver à la présentation de données structurées (résultats, etc.).
- Les appels de note de bas de page (petits chiffres en exposant, introduits par l'outil «  Source ») sont à placer entre la fin de phrase et le point final[comme ça].
- Les liens internes (vers d'autres articles de Wikipédia) sont à choisir avec parcimonie. Créez des liens vers des articles approfondissant le sujet. Les termes génériques sans rapport avec le sujet sont à éviter, ainsi que les répétitions de liens vers un même terme.
- Les liens externes sont à placer uniquement dans une section « Liens externes », à la fin de l'article. Ces liens sont à choisir avec parcimonie suivant les règles définies. Si un lien sert de source à l'article, son insertion dans le texte est à faire par les notes de bas de page.
- La présentation des références doit suivre les conventions bibliographiques. Il est recommandé d'utiliser les modèles {{Ouvrage}}, {{Chapitre}}, {{Article}}, {{Lien web}} et/ou {{Bibliographie}}. Le mode d'édition visuel peut mettre en forme automatiquement les références.
- Insérer une infobox (cadre d'informations à droite) n'est pas obligatoire pour parachever la mise en page.

Pour une aide détaillée, merci de consulter Aide:Wikification.
Si vous pensez que ces points ont été résolus, vous pouvez retirer ce bandeau et améliorer la mise en forme d'un autre article.
 (mai 2021).
Si vous disposez d'ouvrages ou d'articles de référence ou si vous connaissez des sites web de qualité traitant du thème abordé ici, merci de compléter l'article en donnant les références utiles à sa vérifiabilité et en les liant à la section « Notes et références ».

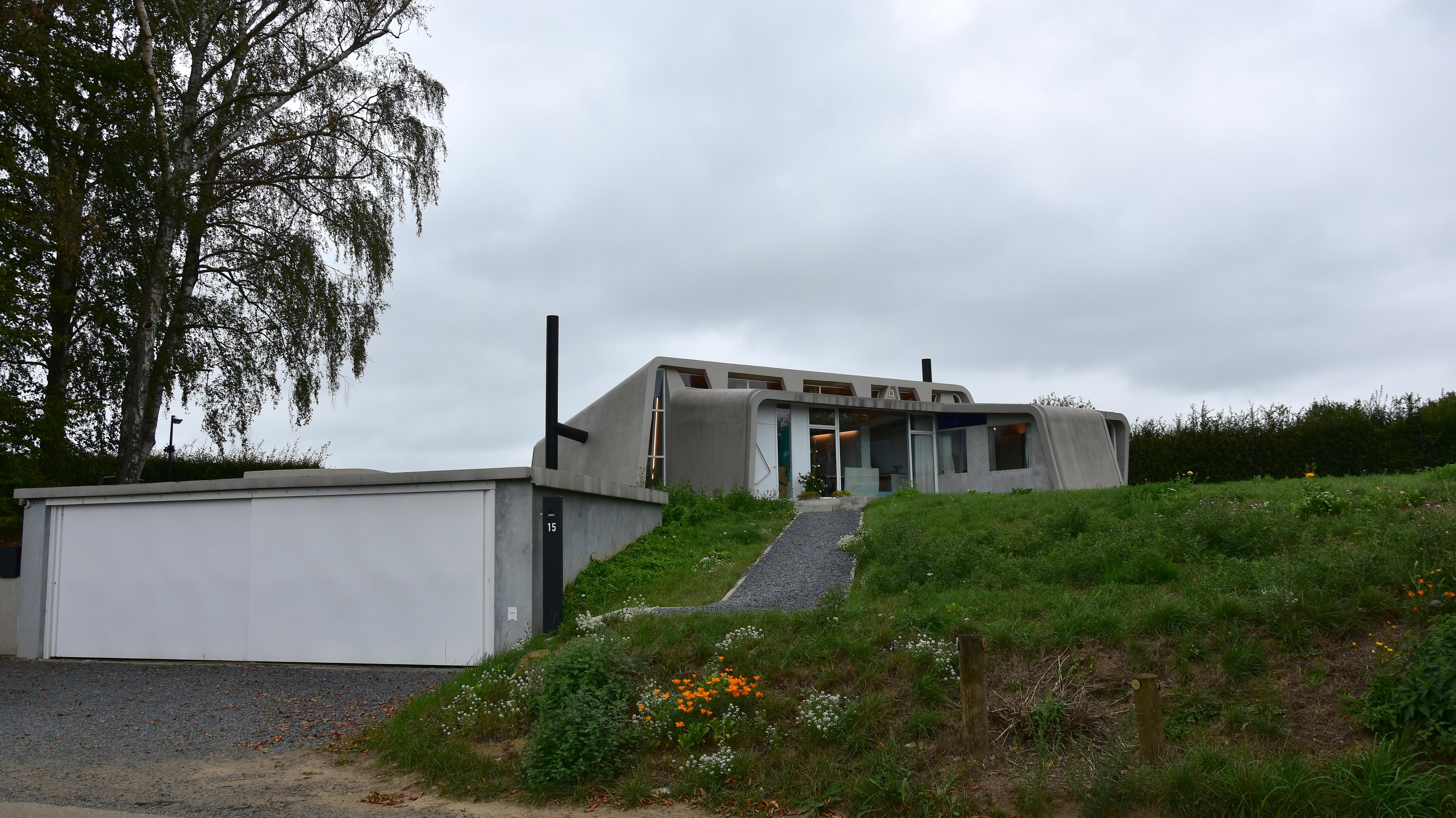
La maison moderniste de Lennik-Saint-Martin, conçue en 1962 pour l'écrivain Maurice Roelants

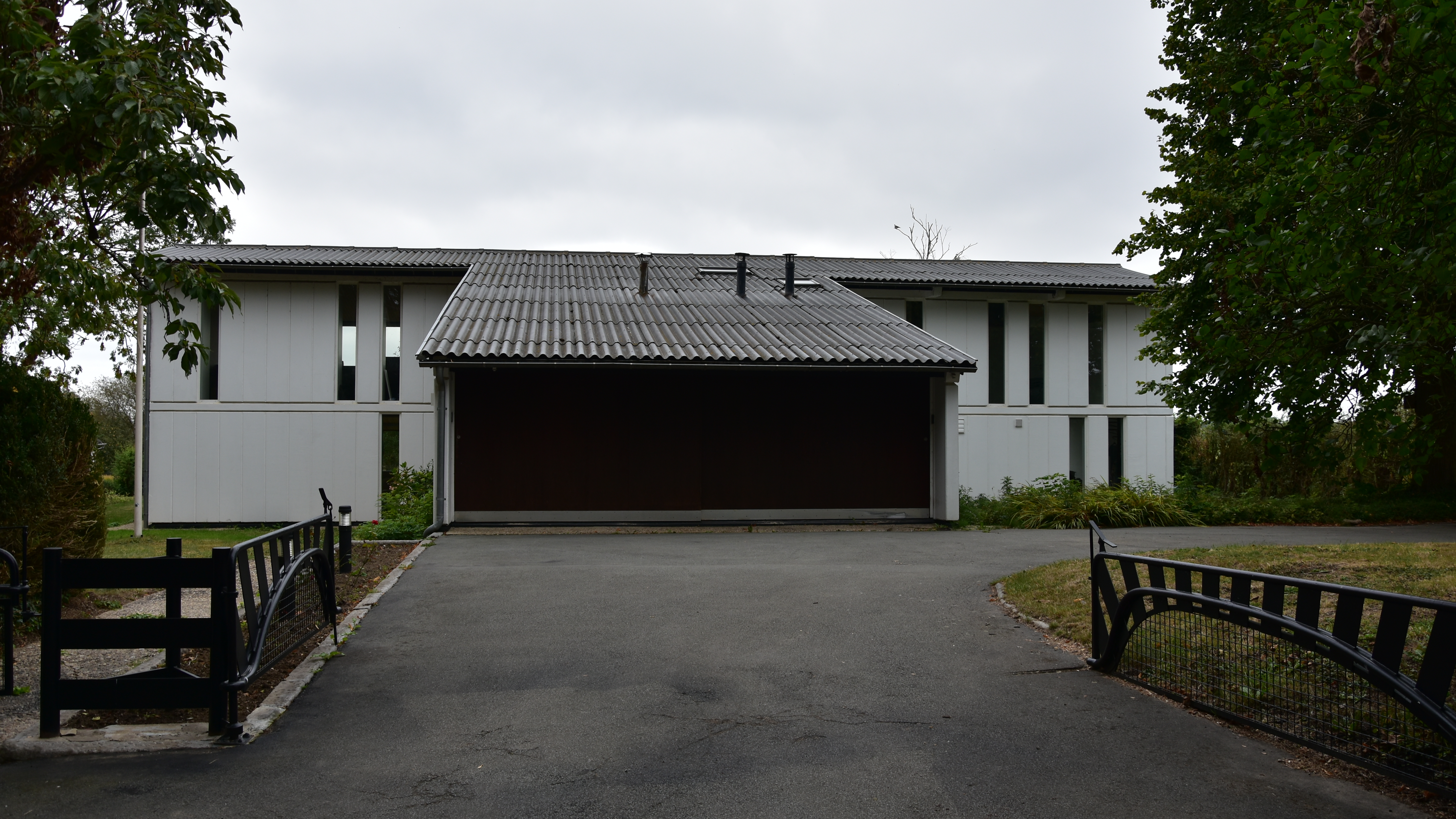
La maison moderniste Gordts avec jardin, rue Tombergstraat 43 à Lennik-Saint-Martin

Willy Van Der Meeren, né en 1923 et mort en 2002, est un architecte et designer belge.

## Biographie
Van Der Meeren a d'abord étudié la médecine à l'Université catholique de Louvain en 1942. Il abandonne cette formation au bout d'un an et décide d'étudier l'architecture. Il s'inscrit à l'Académie de Bruxelles en 1943, mais découvre bientôt que sa pensée moderniste est incompatible avec l'attitude au sein de cette institution. Cela l'oblige à poursuivre ses études à La Cambre en 1944, où il est entouré des plus importants modernistes belges du XXe siècle.
La construction et la production de masse et l'engagement social sont typiques de Van Der Meeren (un des principes de La Cambre était que l'architecture est l'affaire des masses et non de l'individu). Il est également l'un des plus importants designers  de meubles belges de l'après-guerre, avec Alfred Hendrickx, Jos De Mey, Lucien Engels, Jules Wabbes.

## Maison CECA
Le logement social de Van Der Meeren se caractérise, entre autres, par une grande clarté structurelle et fonctionnalité, mais aussi par une attention particulière à la vie communautaire et la possibilité de personnaliser les unités résidentielles. Un bon exemple est la maison CECA qu'il a développée avec l'architecte Léon Palm pour la Communauté européenne du charbon et de l'acier (CECA) . Dans les années 1950, il y avait un grand besoin de nouvelles maisons. Ni la loi de Taeye d'inspiration catholique ni la loi socialiste Brunfaut ne pouvaient suffire à satisfaire l'énorme demande de logements après-guerre.
En 1954, Léon Palm donna une conférence intitulée "Les déchets immoraux dans les maisons bon marché" dans laquelle il déclara qu'il pouvait construire une maison pour le prix d'une Ford. Palm a été contesté, mais comme il n'avait aucune expérience de la «construction de bonne qualité et bon marché en grand nombre», il a fait appel à Willy Van Der Meeren. Un mois plus tard, ils ont exposé avec succès leur prototype de maison préfabriquée au sixième Salon International de Liège. La Communauté européenne du charbon et de l'acier leur a demandé de fabriquer réellement le prototype.
Le succès est principalement dû au faible coût, 148 000 francs (3 670 euros). C'était environ la moitié de la taille d'une habitation traditionnelle De Taeye. Les architectes ont supposé un volume résidentiel idéal d'environ 250 m3, composé de deux étages de 2,5 m de haut sur un plan carré de 7 x 7. Ce n'est qu'alors qu'ils ont complètement séparé la maison de la disposition classique avec un escalier d'entrée non chauffé, une meilleure pièce à l'avant et des toilettes séparées. Dans le plan ouvert de la maison CECA, le rez-de-chaussée était occupé par un spacieux «salon» dans lequel la cuisine, le salon et la salle à manger se rejoignent. La «bonne pièce» a été remplacée par une salle de stockage et d'artisanat qui était également accessible de l'extérieur et pouvait donc également être utilisée comme garage. L'escalier ouvert et suspendu a été placé dans le coin salon. L'étage supérieur contenait trois chambres et une salle de bains avec toilettes séparées par des placards préfabriqués. Toute la maison était chauffée par un poêle central, dont le rayonnement chauffait le rez-de-chaussée et l'air chaud montant l'étage supérieur. La maison a pu être construite en moins de trois semaines grâce au système de construction simple et la préfabrication étendue. Les pièces préfabriquées sont arrivées sur le chantier de construction complètement finies, ce qui a entraîné des économies de temps et de coûts considérables.
Parce que la maison CECA était principalement destinée au logement des sidérurgistes et des mineurs wallons, le portique était en acier et non en béton et le poêle fonctionnait au charbon. La quantité de charbon était proportionnelle au montant qu'un mineur était payé mensuellement en nature. La maison a été exposée avec des meubles conçus par Van Der Meeren et exécutés par la société de meubles Vilvoorde Tubax .

## Logements sociaux "Chacun sa maison - Ieder Zijn Huis" à Evere
En 1952, le jeune Willy Van Der Meeren est chargé par Franz Guillaume, bourgmestre d'Evere, de concevoir un bloc de logements sociaux pour l'organisation Chacun sa maison/Ieder zijn Huis. L'immeuble à appartements fournirait 105 unités résidentielles. Avec cette construction, Franz Guillaume a voulu aller à l'encontre de la domination catholique de l'aspect urbain dans sa commune, et aussi dans toute la Belgique d'après-guerre. Il a trouvé l'inspiration de cette commande dans l'immeuble de grande hauteur de l'architecte français Le Corbusier qui prône un nouveau type d'habitat . Il a même demandé à Le Corbusier de se charger de la conception, mais ce dernier a décliné la mission, après des expériences négatives en Belgique lors de son projet soumis au concours d'architecture pour le développement de la rive gauche de l'Escaut à Anvers . 
Cependant, les préparatifs de construction ont été retardés. Par exemple, l'Association nationale des maisons bon marché n'approuvait pas les techniques de construction modernes et révolutionnaires que souhaitait Willy Van Der Meeren. En outre, les prix de la construction en Belgique ont énormément augmenté à l'approche de l'Exposition universelle 1958, de sorte que le budget disponible n'était plus suffisant. Cela prendrait jusqu'en 1962 pour achever la construction.

### Conception
L'immeuble d'appartements conçu par Willy Van Der Meeren comporte 15 niveaux différents.
| Niveau | Fonctions |
| ------ | --- |
| 0      | Entrée et zones techniques. |
| 1      | Entrée, funerarium et écuries pour les résidents. |
| 2      | Une petite salle de conférence, une galerie technique (dans le sens longitudinal) et des écuries pour les résidents. |
| 3 à 14 | 105 appartements répartis sur 12 niveaux, dont 72 appartements accessibles par 4 galeries, 33 appartements situés à l'avant de l'immeuble et un appartement pour le gardien (juste au-dessus de l'installation de chauffage central). |
| 15     | Un niveau de toit accessible avec une zone de séchage pour le linge, les zones de lavage nécessaires et l'installation technique des ascenseurs.                                                                                      |

### Construction
La construction porteuse du bâtiment a été construite en éléments préfabriqués. Ces éléments étaient en béton armé et coulés dans un coffrage métallique pour leur donner leur aspect lisse caractéristique. Les tissus préfabriqués ont donné de nombreux problèmes de fissuration dans les joints pendant cette période. Les architectes Willy Van Der Meeren et Léon Palm ont proposé une solution en collaboration avec l'ingénieur M. Smets.  Cette technique a été complètement affinée entre 1953 et 1954, et sera plus tard utilisée fréquemment dans d'autres bâtiments.
Trois types d'éléments de façade préfabriquées en béton armé ont été utilisés pour la construction de cette tour. Ces éléments de façade ont tous été coulés dans le même moule. Cela signifiait que le prix de revient de la construction pouvait être considérablement réduit. Les panneaux de façade ont néanmoins pris en compte un maximum de possibilités de dilatation. Les ouvertures nécessaires pour les fenêtres, entre autres, ont toutes des dimensions standard.
En interne, deux types d'escaliers préfabriqués ont été utilisés. Le premier type a été utilisé dans les cages d'escalier communes, le second type pour les escaliers dans les unités résidentielles elles-mêmes.

### Concept de vie
Les appartements ont été conçus autour de puits verticaux pour les tuyaux et autres services publics. La cuisine, la salle de bain et les toilettes étaient regroupées autour de ces puits. La caractéristique, et unique pour cette période, est qu'aucune pièce séparée de jour et de nuit n'a été fournie. Les chambres (des enfants) s'ouvrent sur l'espace de vie principal.

### Rénovation
En 2007, l'organisation Beliris a organisé un concours de design pour la rénovation du gratte-ciel Chacun sa maison/Ieder zijn Huis. Cette rénovation s'élève à 12,7 millions d'euros et conservera 103 des 105 unités résidentielles une fois achevées. Ces travaux, réalisés par le CEI-De Meyer sous la coordination de l'architecte Charlotte Nys du cabinet Origin, ont débuté en octobre 2012 et se sont achevés au début de 2015.

## Autres travaux
- Maison moderniste Verhaegen avec Léon Palm, 1960, à Etterbeek, classée en 2020[8]

- Maison Weyers à Laeken (1964-1965)
- Maison Valckenaers à Keerbergen (1964)
- La Maison du Néerlandais à Brussegem-Meise (1964)
- Maison Maurice Roelants à Lennik-Saint-Martin (1962)
- Maison Gordts à Lennik-Saint-Martin (1961)
- Complexe de logements sociaux "Elke His Huis" à Evere (1952-1962)
- Ecole de logement à Aarschot (1961)
- Maison Leclercq - Van Damme à Louvain (1962)
- Logement social "Esdoornenhof" à Kraainem (1959)
- Maison Catrysse en Moelants, Avenue Baron Albert d'Huart 129b (maintenant fortement rénovée) (1959) [9]
- Maison de Julien Weverbergh à Teralfene (1958)
- Logement social "Dennenoord" à Kraainem (1955, 1957)
- Maison Moureau à Bruxelles (1952)
- Demeffe Flats à Auderghem (53 avenue des Traquets, quartier du Chant d'Oiseau) (1951)
- La maison Van Den Ryn à Notre-Dame-au-Bois (1951)
- Maison Gillet à Watermael-Boitsfort (1950)
- Chambres d'étudiants sur le Campus Etterbeek (1973)
- Maison Lemaire à Ways (1976)[10]